# Aurora Pro Patria 1919
Aurora Pro Patria 1919 S.r.l., comúnmente conocida como Pro Patria, es un club de fútbol italiano con sede en Busto Arsizio, en la provincia de Varese. Actualmente compite en la Serie C, la tercera categoría del fútbol italiano.
Fue fundada el 3 de junio de 2009 por Antonio y Savino Tesoro como sucesora de la desaparecida Pro Patria Gallaratese G.B. S.r.l., y fue oficialmente reconocida por la FIGC el 26 de junio del mismo año, heredando así la tradición deportiva iniciada en 1919 con la creación de la histórica Pro Patria et Libertate.
Entre los clubes de la provincia de Varese, la Pro Patria es el que más temporadas ha disputado en la Serie A (14 en total, incluidas dos antes de la unificación del torneo en 1929). Su última participación en la máxima categoría fue en la temporada 1955-56. También ha jugado 19 temporadas en Serie B, la última en 1965-66. En su palmarés destaca el título de Scudetto Serie D conseguido en la temporada 2017-18.

## Historia

### Orígenes
Los inicios del fútbol en Busto Arsizio se remontan a 1881, con la fundación de la Società Ginnastica Pro Patria et Libertate, un prestigioso club polideportivo. En ese entorno se comenzó a practicar el fútbol, aunque de forma no oficial. Fue entonces cuando se adoptó por primera vez el uniforme a franjas blancas y azules.
A comienzos del siglo XX nació el Aurora, primer club dedicado exclusivamente al fútbol, que disputó sus primeros partidos oficiales en 1907. Durante los años siguientes surgieron otros equipos, pero de corta duración.
En la temporada 1912-13, el Aurora intentó ascender a Promozione, pero perdió por 3-0 ante el Pro Lissone. El dirigente Luigi Ferrario presentó un recurso alegando que el campo de juego era más pequeño que el reglamentario. La FIGC aceptó la queja y ordenó repetir el partido en un campo adecuado. El Pro Lissone no se presentó y el Aurora ganó por 0-2. Posteriormente, venció en el partido de desempate contra la Trevigliese por 2-1, logrando el ascenso.
La nueva sociedad Pro Patria et Libertate fue fundada oficialmente el 26 de febrero de 1919 en el Café Brugioli, con el objetivo de unir a los jugadores de diversos clubes locales en una sola entidad representativa de Busto Arsizio.

### Años 1920
La Pro Patria debutó oficialmente el 1 de diciembre de 1919 en el campeonato de Prima Categoria 1919-1920, ganando 1-0 al Luino. En 1921 el club ya contaba con un millar de socios, incluyendo una gran representación de clase trabajadora.
El debut en la Divisione Nazionale, máxima categoría de la época, fue el 23 de septiembre de 1927. En la temporada 1928-29, fue una de las fundadoras de la actual Serie A. Durante ese campeonato, el jugador Nicolò Giacchetti fue sancionado un año por agredir al árbitro Gama en un polémico partido ante el Novara.

### Años 1930
Durante la temporada Serie A 1930-31, el periodista Bruno Roghi acuñó el apodo Tigrotti para referirse al espíritu combativo del equipo.
La Pro Patria descendió a Serie B tras la temporada 1932-33. En la Serie B 1933-34, el club finalizó tercero, sin lograr el ascenso. A pesar de una gran plantilla, no superó a la Sampierdarenese.
En la temporada siguiente (1934-35), debido a la crisis económica por las sanciones internacionales a Italia tras la guerra de Etiopía, el club sufrió una grave crisis institucional y descendió a la recién creada Serie C. Fue gracias a la gestión de Francesco Castiglioni y luego de Giovanni Calcaterra que el club se recuperó, logrando el ascenso a Serie B en 1941 tras ganar el grupo C de la Serie C 1940-41.

### Años 1940
La temporada 1940-41 de la Serie C se dividía en ocho grupos. La Pro Patria ganó el grupo C con 52 puntos, logrando el ascenso a la Serie B. Fue un récord: 24 victorias, 4 empates y solo 2 derrotas, 67 goles a favor y 20 en contra. Dirigida por Natale Masera, el equipo contaba con jugadores destacados como el portero Antonio Turconi, el capitán Egidio Crippa, Gallazzi y Pierino Dondi.
Tras una buena campaña en la Serie A 1948-49, el presidente Peppino Cerana buscó reforzar el equipo con nombres de peso como László Kubala, quien llegó a Busto como exiliado. Sin embargo, no pudo ser alineado por cuestiones burocráticas.

### Años 1950
La temporada 1952-53 en Serie A fue desastrosa y provocó la caída a Serie B. La situación del club empeoró, hasta que Mario Bettini asumió como comisario extraordinario y reorganizó la dirigencia. Con Giacinto Ellena como técnico, el equipo ascendió nuevamente a la Serie A tras vencer al Cagliari 2-0 en un desempate en 1954.
El regreso fue breve: en la temporada 1955-56 descendió otra vez, y en 1956-57 bajó a Serie C. El club fue gestionado entonces por un comité y más tarde por Daniele Pini. Aun con una plantilla local, logró volver a la Serie B al término de la temporada 1959-60.

### Años 1960
En 1961 la Pro Patria representó a Italia en la Copa de los Alpes 1961, venciendo en sus dos encuentros contra el Schaffhausen suizo. Tras un buen sexto puesto en la Serie B 1961-62, descendió en la temporada 1965-66. En 1967-68 obtuvo un quinto lugar en Serie C, pero en los años siguientes comenzó un declive que casi la lleva al descenso en 1970-71, salvándose por diferencia de goles ante la Triestina.

## Palmarés

### Torneos nacionales
- Serie B (1): 1946-47 (Grupo A)

### Torneos interregionales
- Serie C (2): 1940-41 (Grupo C), 1959-60 (Grupo A)
- Lega Pro Seconda Divisione (1): 2012-13 (Grupo A)
- Serie D (2): 1974-75 (Grupo B), 2017-18 (Grupo B)

### Torneos regionales
- Eccellenza Lombardia (1): 1993-94 (Grupo A)

## Incidente racista
El 3 de enero de 2013 en un partido amistoso ante el AC Milan, los aficionados de la Pro Patria entonaban cánticos racistas contra los jugadores del AC Milan como M'Baye Niang, Urby Emanuelson, Sulley Muntari y Kevin-Prince Boateng. Boateng mostró su enojo pateando el balón a las graderías antes de que el resto del AC Milan abandonara el terreno de juego.
Ante lo sucedido, la Pro Patria se vio forzada a jugar un partido a puertas cerradas luego del incidente.